# Stratus fractus
Lo stratus fractus (abbreviazione St fra) è una delle due specie in cui possono presentarsi le nubi del genere strato.

## Caratteristiche
Queste nubi sono caratterizzate da forme irregolari e profili frastagliati. Si presentano come banchi sfilacciati che nascono da sacche di aria umidificata a saturazione da correnti ascensionali o per l'evaporazione di goccioline al di sotto di una nube più importante come un nimbostratus o un cumulonimbus..
Al di sotto di un cumulonembo indicano l'area dove si incontrano la corrente ascensionale e l'aria umidificata dalle precipitazioni. Possono quindi formare uno strato continuo che si sposta assieme al fronte della perturbazione, con una velocità superiore a quella delle nubi sottostanti e possono formare un arco quando raggiungono il bordo della cellula temporalesca. Possono anche dirigersi verso la corrente ascensionale e formare un nube a muro.